# Karen Grigorian
Karen Grigorian (orm. Կարեն Գրիգորյան; ur. 25 lutego 1995 w Erywaniu) – ormiański szachista, arcymistrz od 2013 roku.

## Kariera szachowa
Wielokrotny reprezentant Armenii na mistrzostwach świata i Europy juniorów w różnych kategoriach wiekowych. Trzykrotny medalista mistrzostw Europy juniorów: srebrny (Batumi 2010 – ME do 16 lat) oraz dwukrotnie brązowy (Szybenik 2007 – ME do 12 lat, Herceg Novi 2008 – ME do 14 lat). Czterokrotny medalista olimpiad szachowych juniorów do 16 lat: drużynowo złoty (2010) i srebrny (2011) oraz dwukrotnie złoty za indywidualne wyniki na I szachownicy (2010, 2011). W 2014 r. zdobył w Katowicach srebrny medal akademickich mistrzostw świata. W 2015 r. zdobył złoty medal indywidualnych mistrzostw Armenii.
Sukcesy w turniejach międzynarodowych: I m. w Kiriszy (2011), dz. I m. w Albenie (2012, wspólnie z Władimirem Akopianem, Tamirem Nabatym, Tigranem Petrosjanem i Iwanem Czeparinowem), II m. w Erywaniu (2013, memoriał A. Margariana, za Martynem Krawciwem), I m. w Sitges (2013), I m. w Martuni (2013, turniej Lake Sevan-2013), I m. w Dżermuku (2014, memoriał Karena Asriana), I m. w Sant Martí (2014) oraz I m. w Badalonie.
Najwyższy ranking w dotychczasowej karierze osiągnął 1 stycznia 2021 r., z wynikiem 2666 punktów.